# Karl Ernst Hermann Krause
Karl Ernst Hermann Krause, en fait Hermann Krause (né le 10 septembre 1822 à Northeim et mort le 28 mai 1892 à Rostock) est un philologue prussien, professeur de lycée et chercheur en bas allemand .

## Biographie
Hermann Krause est le fils du capitaine de la King's German Legion Louis Krause. Il étudie au lycée puis l'école pédagogique d'Ilfeld. Il s'inscrit à l'Université de Göttingen en 1841 et étudie la philologie et les mathématiques auprès de Friedrich Wieseler (de) et Karl Friedrich Hermann (de). En 1845, il acquiert le diplôme pour enseigner la philologie, l'histoire, la géographie et les mathématiques. Il enseigne d'abord à Northeim et à Göttingen et est nommé à l'Académie de chevalerie de Lunebourg en 1846. Après la fermeture de l'académie de chevalerie, il est transféré au lycée de Stade en 1850. En 1865, il est nommé directeur de l'école de la ville de Rostock (de). Dans les années suivantes, il réforme tout le système scolaire secondaire de Rostock. Le 28 mai 1892, il décède d'une maladie cardiaque à Rostock.
Son legs se trouve dans les archives de la ville de Rostock et dans les archives de l'Association d'histoire de Stade et d'histoire locale aux Archives de l'État de Basse-Saxe à Stade.
Krause se marie en secondes noces en 1857 avec Henriette, née Wyneken, la sœur de sa première épouse Johanna, décédée prématurément. De ce mariage naît une fille et trois fils, dont le botaniste Ernst Krause et l'archiviste Ludwig Krause (de). Son petit-fils est l'historien du droit Hermann Krause (de).

## Travaux
Déjà dans sa jeunesse, il mène des études botaniques et minéralogiques. Il étudie la langue bas-allemand ainsi que la nature et l'histoire de ses lieux de travail. Il rejoint les associations historiques locales respectives ou contribue à leur création en tant que membre constitutif, notamment l'Association d'histoire et les antiquités des duchés de Brême et de Verden, l'Association des antiquités de Rostock, dont il est vice-président de 1883 à 1890, ou l'Association d'histoire hanséatique (de). Il est également président de l'Association de recherche sur le bas allemand (de) de 1884 à 1893. Il correspond avec de nombreux autres clubs et publie de petits articles dans leurs écrits.
L'écolier Krause ne publie jamais d'ouvrage académique majeur ; son Kurze hochdeutsche Sprachlehre est plutôt destiné à un usage scolaire. Il publie cependant un grand nombre d’articles et de communications scientifiques qui reflètent la diversité de ses intérêts. Il publie également des articles sur des sujets zoologiques et botaniques , de l'histoire culturelle à la numismatique . Il contribue aux régions côtières du nord de l'Allemagne dans les Jahresberichte für deutsche Geschichte (de).
Hermann Krause travaille pour le Dictionnaire allemand des frères Grimm et écrit environ 400 articles dans l'Allgemeine Deutsche Biographie. De nombreuses personnes, sur le plan biographique, n'auraient pas été incluses dans la biographie générale allemande sans son implication et se rapportent à des personnes de l'histoire particulière de sa zone d'influence.

## Publications (sélection)
- Ortolf von Baierland (de). Dans: Allgemeine Deutsche Biographie. Volume 24, 1886, p. 454.
- Kurze hochdeutsche Sprachlehre. Stade 1855; 5e édition 1882.
- Der Stader Aufruhr wider Andreas Buck 1376. Heimberg, Stade 1858.
- Aus dem Todtenbuche des St. Johannis-Klosters vom Prediger-Orden zu Rostock. Adler, Rostock 1875 (Digitalisat).
- Zwei niederdeutsche Gebete des 15. Jahrhunderts. Rostock 1875.
- Van der Rostocker Veide. Rostocker Chronik von 1487–1491. Rostock 1880.